# ヴィクトリー (ジャクソンズのアルバム)
『ヴィクトリー』（Victory）は、アメリカ合衆国の兄弟ボーカル・グループ、ジャクソンズが1984年に発表したスタジオ・アルバム。「ジャクソン5」から「ジャクソンズ」へ改名してからのスタジオ・アルバムとしては5作目に当たる。

## 背景
1975年にジャクソン5から離脱していたジャーメイン・ジャクソンが合流し、ジャクソンズが6人編成となった状態でレコーディングされた。マイケル・ウェランの手によるアルバム・ジャケットも、6人の姿を描いたものになっている。ただし、「ノット・オールウェイズ」はマイケル・ジャクソンが単独で歌った曲で、この曲および「ステイト・オブ・ショック」「ウィ・キャン・チェンジ・ザ・ワールド（輝く世界）」「ボディ」にはジャーメインは参加していない。
「ウェイト」と「ザ・ハート」には、TOTOのデヴィッド・ペイチとスティーヴ・ポーカロがプロデュースと演奏で参加しており、同じくTOTOのメンバーであるスティーヴ・ルカサーとジェフ・ポーカロも、本アルバムのレコーディングに参加した。
本作のレコーディング中にはマイケル・ジャクソンとフレディ・マーキュリーの共演も計画され、1983年には「ステイト・オブ・ショック」、両名の共作である「Victory」、マーキュリー作の「There Must Be More to Life Than This」がレコーディングされるが、それらは未発表となった。本作にはマーキュリーの代わりにミック・ジャガーが参加したヴァージョンの「ステイト・オブ・ショック」が収録され、また、「There Must Be More to Life Than This」は、マーキュリーのソロ・アルバム『Mr.バッド・ガイ』（1985年）に別ヴァージョンが収録された。なお、本作のリリース前には、マーキュリーが参加した「Victory」が本作のタイトル曲になるという噂も流れていた。
本作のリリースは1984年2月の予定と報じられ、5月にはコンサート・ツアーも開始される予定だったが、最終的にはアルバムの発売もツアーも7月に延期された。

## 反響
本作は、アメリカのBillboard 200で4位、『ビルボード』のR&Bアルバム・チャートでは3位に達した。1984年8月にはRIAAによってプラチナ・ディスクに認定され、同年10月には2×プラチナに認定された。
グループの母国アメリカ以外でも、本作はセールス的に成功を収めた。イギリスでは、ジャクソン5としてのデビュー以来初めて全英アルバムチャートでトップ10入りを果たし、最高3位に達した。日本のオリコンLPチャートでも、ジャクソン5時代を含めて初のトップ10入りを果たし、最高5位に達した。オランダのアルバム・チャートでは3週連続2位を記録している。
本作に伴うコンサート・ツアーでは55公演が行われ、約200万人を動員した。

## 収録曲
1. トーチャー - "Torture" (Jackie Jackson, Kathy Wakefield) - 4:52
  - リード・ボーカル：マイケル・ジャクソン、ジャーメイン・ジャクソン
  - プロデュース：ジャッキー・ジャクソン
2. ウェイト - "Wait" (Jackie Jackson, David Paich) - 5:26
  - リード・ボーカル：ジャッキー・ジャクソン
  - プロデュース：ジャッキー・ジャクソン、デヴィッド・ペイチ、スティーヴ・ポーカロ
3. ワン・モア・チャンス - "One More Chance" (Randy Jackson) - 5:06
  - リード・ボーカル、プロデュース：ランディ・ジャクソン
4. ノット・オールウェイズ - "Be Not Always" (Michael Jackson, Marlon Jackson) - 5:36
  - リード・ボーカル、プロデュース：マイケル・ジャクソン
5. ステイト・オブ・ショック - "State of Shock" (Michael Jackson, Randy Hansen) - 4:31
  - リード・ボーカル：マイケル・ジャクソン、ミック・ジャガー
  - プロデュース：マイケル・ジャクソン
6. ウィ・キャン・チェンジ・ザ・ワールド（輝く世界） - "We Can Change the World" (Tito Jackson, Wayne Arnold) - 4:45
  - リード・ボーカル、プロデュース：ティト・ジャクソン
7. ザ・ハート - "The Hurt" (Michael Jackson, Randy Jackson, David Paich, Steve Porcaro) - 5:26
  - リード・ボーカル：ランディ・ジャクソン
  - プロデュース：ジャクソンズ、デヴィッド・ペイチ、スティーヴ・ポーカロ
8. ボディ - "Body" (Marlon Jackson) - 5:06
  - リード・ボーカル、プロデュース：マーロン・ジャクソン

## 参加ミュージシャン
- ジャッキー・ジャクソン - ボーカル、バッキング・ボーカル、アレンジ
- ティト・ジャクソン - ボーカル、バッキング・ボーカル、アレンジ、ギター、キーボード、シンセサイザー、プログラミング
- ジャーメイン・ジャクソン - ボーカル、バッキング・ボーカル
- マーロン・ジャクソン - ボーカル、バッキング・ボーカル、アレンジ、キーボード、シンセサイザー、リン・プログラミング
- マイケル・ジャクソン - ボーカル、バッキング・ボーカル、アレンジ、クラップ、リン・プログラミング
- ランディ・ジャクソン - ボーカル、バッキング・ボーカル、アレンジ、キーボード、シンセサイザー、パーカッション、ドラム・プログラミング

アディショナル・ミュージシャン
- ジョン・バーンズ - キーボード(#1, #3, #6, #8)、アレンジ(#8)
- マイケル・ボディッカー - キーボード、シンセサイザー、プログラミング(#1)
- デヴィッド・アーヴィン - シンセサイザー(#1, #8)
- ジャック・ワーゴ - ギター(#1)
- ジェフ・ポーカロ - ドラムス(#1, #2)
- ジェリー・ヘイ - トランペット、ホーン・アレンジ(#1)、ストリングス・アレンジ(#4)
- デヴィッド・ペイチ - キーボード、シンセサイザー、アレンジ(#2, #7)
- スティーヴ・ポーカロ - キーボード、シンセサイザー(#2, #7)、アレンジ(#7)
- スティーヴ・ルカサー - ギター(#2)
- レニー・カストロ - パーカッション(#2, #6)
- パウリーニョ・ダ・コスタ - パーカッション(#3, #5)
- グレッグ・ポリー - アコースティック・ギター(#4)
- ロビン・レニー・ロス - ヴィオラ(#4)
- ゲイル・レヴァント - ハープ(#4)
- マーレイ・アドラー - コンサートマスター(#4)
- ミック・ジャガー - ボーカル(#5)
- デヴィッド・ウィリアムス - ギター(#5, #8)、ベース(#5, #6)
- ジョニー・レイ・ネルソン - バッキング・ボーカル(#5)
- デレク・ナカモト - シンセサイザー・プログラミング(#6)
- ルイス・ジョンソン - ベース(#6)
- ネイザン・イースト - ベース(#6)
- グレッグ・ライト - ギター・ソロ(#8)
- ジョナサン・モフェット - シモンズ・ドラムス(#8)